# Instagram Video
Instagram Video (precedentemente Instagram TV) è un servizio video e social network di Instagram. Permette la pubblicazione e, quindi, la visualizzazione di video più lunghi rispetto allo standard di 1 minuto di Instagram. In passato, Instagram Video era disponibile come app autonoma, tuttavia oggi è integrata nel feed dell’app principale, con un’apposita pagina presente sui vari profili Instagram.
Il servizio è stato lanciato e introdotto dall'ex AD di Instagram Kevin Systrom in un evento a San Francisco il 20 giugno 2018, con creators come Lele Pons.

## Descrizione
Instagram video consente il caricamento di video della durata massima di 60 minuti e di dimensioni fino a 3,6 GB, su dispositivi mobile e PC.
Inizialmente, l’app richiedeva l'accesso tramite un account Instagram. Gli account Instagram a cui era collegato un canale IGTV beneficiavano di una sezione apposita sul proprio profilo. Inoltre, i caricamenti su IGTV potevano essere sottoposti a mirroring su una pagina Facebook collegata.
Da maggio 2019, IGTV ha supportato anche il caricamento e la visualizzazione di video con orientamento orizzontale, oltre che in verticale.
Nell’ottobre 2021 l’app è stata rimossa dagli store e successivamente tutti i video di IGTV sono stati uniti all'app Instagram, integrandoli con gli altri formati di video proposti agli utenti del social network. A seguito di ciò, il servizio è stato rinominato Instagram Video.